# カモンイス言語・国際協力機構
カモンイス言語・国際協力機構（Camões - Instituto da Cooperação e da Língua, I.P. (CICL)、カモンイスI.P.）は、カモンイス院(Instituto Camões)とポルトガル国際協力機構(IPAD – Instituto de Apoio ao Desenvolvimento)が合併し、2012年に発足した「ポルトガル大使館文化部– CCP」を通じてポルトガル語とポルトガル文化を促進する機関である。

## 受賞歴
- 2005年アストゥリアス皇太子賞：コミュニケーションおよびヒューマニズム部門受賞

受賞対象：アリアンス・フランセーズ（フランス）、ダンテ・アリギエーリ協会（イタリア）、ブリティッシュ・カウンシル（イギリス）、ゲーテ・インスティトゥート（ドイツ）、 セルバンテス文化センター （スペイン）、カモンイス院 （ポルトガル）
受賞理由：「一部の組織は100年以上の歴史を持ち、各大陸の何百万人もの人々にそれぞれの各国の言語を教えるだけでなく、文学と芸術的伝統や西洋文明の基礎となる人間的価値観と倫理観を広く知らしめ、ヨーロッパの文化遺産の保護と育成に貢献している」